# 化粧水 (水利)
化粧水（けしょうみず）とは、中世の日本において、河川や用水路の上流側の領主の娘が下流側にある家に嫁ぐ際に持参金の代わりに嫁ぎ先に与える水利慣行のこと。
旱魃（かんばつ）などの非常事態に際して、上流側の実家が下流側の嫁ぎ先に対して一定の量あるいは回数の灌漑用水を提供することで上流側が優位な立場に立つことが出来た。
婚姻関係当事者の死亡によって関係が消滅した後も、慣習法として両地域間の慣例として存続し続ける場合があり、近江国姉川流域や佐渡国上江（長江川派生の用水）などにおいては江戸時代に入っても中世の化粧水に由来する灌漑用水の融通慣行が行われていた。